# AmeriCares
Americares es una organización sin fines de lucro destinanda a la asistencia en desastres y problemas mundiales de salud, la cual brinda respuesta inmediata a necesidades médicas de emergencia y apoya iniciativas de atención médica a largo plazo, para personas en Estados Unidos y en todo el mundo. 
Desde su fundación en 1979, Americares ha entregado más de 12.000 millones de dólares estadounidenses en medicamentos, suministros médicos y ayuda humanitaria en 164 países, como respuesta a desastres naturales, conflictos civiles y crisis de salud en áreas empobrecidas.
Americares tiene su sede en Stamford, Connecticut . La organización tiene oficinas en Colombo, Ceilán, Puerto Príncipe, Haití, Sendai, Japón y Bombay, India. Americares opera también tres centros de acopio, uno en Estados Unidos, otro en Europa y un tercero en India. 

## Historia
El 4 de abril de 1975, un avión estadounidense que transportaba a 243 huérfanos vietnamitas con motivo de la Operación Babylift se estrelló en la jungla, a las afueras de Tan Son Nhut. Un tercio de los niños perecieron en el accidente, quedando en medio de la selva niños sobrevivientes, muchos heridos de gravedad, en espera de un rescate, pero el gobierno de Estados Unidos anunció que no tenía recursos de rescate disponibles durante al menos 10 días.
Cuando Robert Macauley se enteró de la situación, decidió ir a ayudar por su cuenta. Macauley y su esposa, Leila, hipotecaron su casa para arrendar un Boeing 747 de la empresa World Airways a fin de rescatar a los huérfanos. En 48 horas, los niños llegaron sanos y salvos a California. 
En 1981, después de enterarse de la misión de rescate, el Papa Juan Pablo II le pidió a Macauley que recaudara fondos para proporcionar medicamentos a las personas que sufrían bajo la ley marcial en Polonia. En marzo de 1982, se lanzó el primer puente aéreo de entrega de medicamentos a Polonia, y así nació Americares.  
Macauley se desempeñó como gerente general de Americares desde 1979 hasta 2002, y como presidente de la junta de administración, hasta su muerte en 2010.

## Respuesta en emergencias
Americares organiza equipos de respuesta a emergencias para entregar de ayuda que se necesita con urgencia a sobrevivientes de desastres. Dicha ayuda incluye medicamentos, suministros médicos, agua o tratamientos de purificación de agua, y otros recursos críticos necesarios. En 2012, Americares respondió a 24 emergencias en 18 países. Los más recientes esfuerzos de ayuda han incluido. 
Después del huracán Sandy en 2012, Americares entregó suministros de emergencia para más de 400.000 personas en Connecticut, Nueva Jersey y Nueva York, incluyendo mantas, linternas, agua embotellada y botiquines de primeros auxilios. Americares continúa brindando ayuda post-emergencia mediante una clínica médica móvil de Americares, utilizada para ayudar a instalaciones de atención médica que ya no pueden tratar a los pacientes, debido a daños por tormentas y cortes de energía. 
Americares envió 6 millones de dólares estadounidenses en ayuda médica inmediatamente después del terremoto de Haití de 2010 . Entre los donantes prominentes, se encuentra la actriz Jennifer Aniston, quien apoyó el trabajo de la organización en Haití. Desde entonces, la organización ha otorgado al país más de 60 millones de dólares estadounidenses en ayuda para vacunas, salud materna, prevención del cólera y capacitación a trabajadores de la salud.
En respuesta al terremoto y tsunami de Japón en 2011, Americares envió cerca de 6 millones de dólares estadounidenses en suministros médicos y ayuda humanitaria. El trabajo de recuperación en curso en Japón incluye la restauración de clínicas médicas y dentales y programas psicosociales para los sobrevivientes. 
Otros desastres importantes a los que Americares ha respondido: 
- Terremoto armenio de 1988[11]
- Terremoto y tsunami en el Océano Índico en 2004[12]
- Ciclón Nargis en Birmania (2008)[13]
- Terremoto en China (2008)[14]
- Terremoto en Haití (2010)[15]
- Terremoto y tsunami de Japón (2011)[16]
- Tornado de Joplin (2011)[17]
- Hambruna de Somalia (2011)[18]
- Huracán Matthew (2016)[19]
- Huracán Harvey (2017)[20]
- Huracán Irma (2017)
- Huracán Dorian (2019)

## Asistencia médica global

### Asistencia y ayuda
A nivel mundial, Americares brinda asistencia médica gratuita, incluidos medicamentos recetados y de venta libre, suplementos nutricionales, suministros para atención quirúrgica y de heridas, suministros hospitalarios y equipos de diagnóstico y laboratorio. gracias al apoyo de donantes corporativos y financieros. 
La organización sin fines de lucro envía ayuda a otras instituciones, a través de organizaciones asociadas ubicadas en Estados Unidos y países de todo el mundo. Las instituciones incluyen miles de hospitales generales, así como especializados, clínicas ambulatorias, programas de salud comunitaria, residencias de hospicio, centros de rehabilitación y hogares para niños y ancianos. 
Americares también trabaja en la creación y mejora en los programas de atención médica existentes que abordan problemas de salud específicos, incluidos la salud materna, la salud infantil, la desnutrición, el cólera y las enfermedades crónicas .

### Americares en Estados Unidos
Americares proporciona medicamentos y suministros médicos a más de 400 clínicas de atención médica gratuitas y caritativas en todo EE. UU. La organización sin fines de lucro también responde a desastres (huracanes, tornados, inundaciones, incendios forestales, etc.) en EE. UU. enviando medicamentos y suministros de ayuda, incluidos agua embotellada, kits de higiene y kits de limpieza domésticos.

### Programa de extensión médica
El programa de divulgación médica de Americares dona productos médicos a profesionales de la salud de EE. UU., que realizan atención médica en zonas desfavorecidas o aisladas de todo el mundo. Los servicios ofrecidos por estos voluntarios de campo abarcan desde atención primaria hasta cirugías especializadas. Cada año, Americares apoya más de 1.000 viajes de divulgación médica, con medicamentos primarios, anestesia, suministros quirúrgicos, suplementos nutricionales y productos de venta libre.

### Americares India
En 2006, la Fundación Americares India fue registrada como un fideicomiso caritativo público de acuerdo a las leyes de India. Las clínicas médicas móviles de Americares India brindan consultas médicas y medicamentos a quienes viven en los barrios bajos de Bombay. La organización también crea conciencia sobre la prevención de enfermedades, apoya los programas de promoción de salud y educa a niños sobre la importancia de las técnicas básicas de higiene adecuada.

## Clínicas gratuitas de Americares
Las clínicas gratuitas de Americares han brindado atención primaria de salud a personas sin seguro desde 1994. Las clínicas gratuitas brindan servicios médicos a miles de personas cada año, utilizando una red de médicos voluntarios, enfermeras, intérpretes y personal administrativo. El personal de Americares también trabaja en estrecha colaboración con hospitales locales, laboratorios y especialistas que donan sus servicios. 
Las cuatro clínicas gratuitas de Americares son: 
- La clínica gratuita Bob Macauley de Americares en Norwalk (fundada en 1994)
- La clínica gratuita Boehringer Ingelheim de Americares de Danbury (fundada en 1997)
- La clínica gratuita Weisman de Americares en Bridgeport (fundada en 2003)[25][26]
- La clínica gratuita de Americares en Stamford  (fundado en 2014)[27]

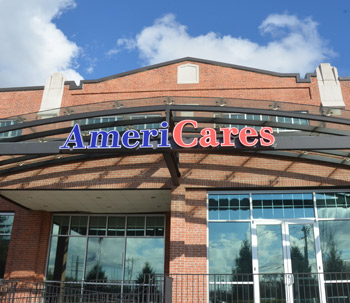
Sede principal en Stamford, Connecticut

## Responsabilidad fiscal
Americares ha recibido permanentemente altas calificaciones del Better Business Bureau (BBB) y del Charity Navigator, por su eficiencia y su compromiso con la responsabilidad fiscal y el buen uso de los recursos económicos. Estas calificaciones reflejan el hecho de que más del 97% de los gastos totales apoyan directamente programas y ayuda para personas necesitadas, y sólo el 3% representan gastos administrativos. 

## Información Adicional

### Americares Airlift Benefit
Americares organiza un evento benéfico anual aéreo, también conocido como el Hangar Party, desde 1988. Dicho evento tiene lugar en el aeropuerto del condado de Westchester en White Plains, Nueva York. Al final de la noche, los donantes abordan un avión alquilado para ver el trabajo de Americares de primera mano. Los destinos han incluido República Dominicana, El Salvador, Guatemala, Haití, Honduras, México y Nicaragua. 
En años recientes, Airlift Benefit ha tenido invitados destacados como: Anderson Cooper en 2007, Ann Curry en 2008, Mika Brzezinski en 2009 y 2011 y Kelly Wallace en 2010. El evento benéfico aéreo también ha atraído a invitados especiales, incluidos el actor Aaron Eckhart y el gerente de béisbol Bobby Valentine.

### HomeFront
En 1988, Americares fundó HomeFront, un programa de reparación de viviendas que opera en las comunidades, dirigido por voluntarios que proporcionan reparaciones gratuitas a propietarios de vivienda de bajos ingresos. HomeFront actualmente presta servicios en los condados de Fairfield, Hartford y New Haven en Connecticut, y el condado de Westchester, Nueva York. En 2009, HomeFront se convirtió en una organización independiente.

### Camp AmeriKids
El campamento AmeriKids fue fundado en 1995 por Robert Macauley con la esperanza de llegar a una población desatendida cercana a la localidad donde se encuentra la sede principal de Americares. Hoy, Camp AmeriKids atiende a más de 250 niños de zonas urbanas que viven con los desafíos del VIH/SIDA y la enfermedad de células falciformes. En 2010, Camp AmeriKids se convirtió en una organización independiente sin fines de lucro.

### Atención a venezolanos migrantes
Desde 2020 en la ciudad de Santa Marta, Colombia, Americares adelanta junto a servicios locales de salud, un programa de atención gratuita a migrantes venezolanos de muy escasos recursos, proporcionándoles atención médica básica, desde la atención a embarazadas a la atención a enfermos diabéticos, así como odontología y la realización de exámenes de laboratorio.